# منطقة القدس
منطقة القدس (بالعبرية: מחוז ירושלים) هي منطقة إدارية إسرائيلية مركزها مدينة القدس المُحتلة. وتعد واحدة من 6 مناطق إدارية (ألوية) إسرائيلية منذ حرب 1948 في فلسطين التاريخية. المناطق الأخرى هي: لواء الشمال و لواء حيفا و لواء تل أبيب و اللواء الأوسط و لواء الجنوب.

## تاريخ
بعد حرب 1948 وأثنائها، أقدمت إسرائيل على مصادرة وتدمير عشرات البلدات والقرى الفلسطينية في هذه المنطقة، وتهجير أهلها من معظمها. وقد أقامت مستوطنات جديدة على أنقاض تلك البلدات المهجرة وفي مناطق أخرى كانت سابقا مستوطنات يهودية لإستيعاب المهاجرين اليهود إلى فلسطين. إلاّ أن هناك بعض من البلدات والقرى لا تزال تحوي نسبة كبيرة من الفلسطينيين الذين بقوا في أرضهم بعد النكبة، وهم عرب 48.

## المدن
حاليا، من الناحية الإدارية هناك عدد من البلدات في هذا اللواء، منها ما هو مختلط - حيث كانت ذات أغلبية عربية قبل النكبة، ومنها ما أنشأته إسرائيل بعد حرب 1948 أو قبلها، وهي ذات غالبية يهودية ساحقة من المهاجرين.
| المدن المختلطة                                                  | المدن اليهودية |
| --------------------------------------------------------------- | -------------- |
| - مدينة القدس (استولت عليها إسرائيل على مرحلتين في 1948 و 1967) | - بيت شمش      |

## البلدات والقرى
يتكون هذا اللواء أيضا من 3 مجالس محلية و 1 مجلس إقليمي منها ما يقع على أراضي الكثير من القرى والبلدات الصغيرة التي دمرت إسرائيل معظمها بعد النكبة عام 1948: 
| مدن      | مجالس محلية   | مجالس اقليمية |
| -------- | ------------- | ------------- |
| القدس    | أبو غوش       | ماتيه يهودا   |
| بيت شيمش | مڤاسريت صهيون |               |
|          | كريات يعاريم  |               |

## القدس الشرقية
تشمل إحصائيات هذا اللواء من حيث تعداد السكان والمساحة أيضا القدس الشرقية المحتلة (بما في ذلك البلدة القديمة) منذ حرب 1967، حيث قرر الكنيست الإسرائيلي في ديسمبر 1981 ضم الجزء الشرقي من القدس إلى إسرائيل بشكل أحادي الجانب ومعارض للقرارات الدولية، تحت مسمّى قانون القدس. يشار إلى أن القدس الشرقية تعتبر مركز محافظة القدس الفلسطينية في ذات الوقت، لكن لا تسري عليها قوانين السلطة الفلسطينية بسبب الاحتلال والضم.